# Oude Sint-Amanduskerk

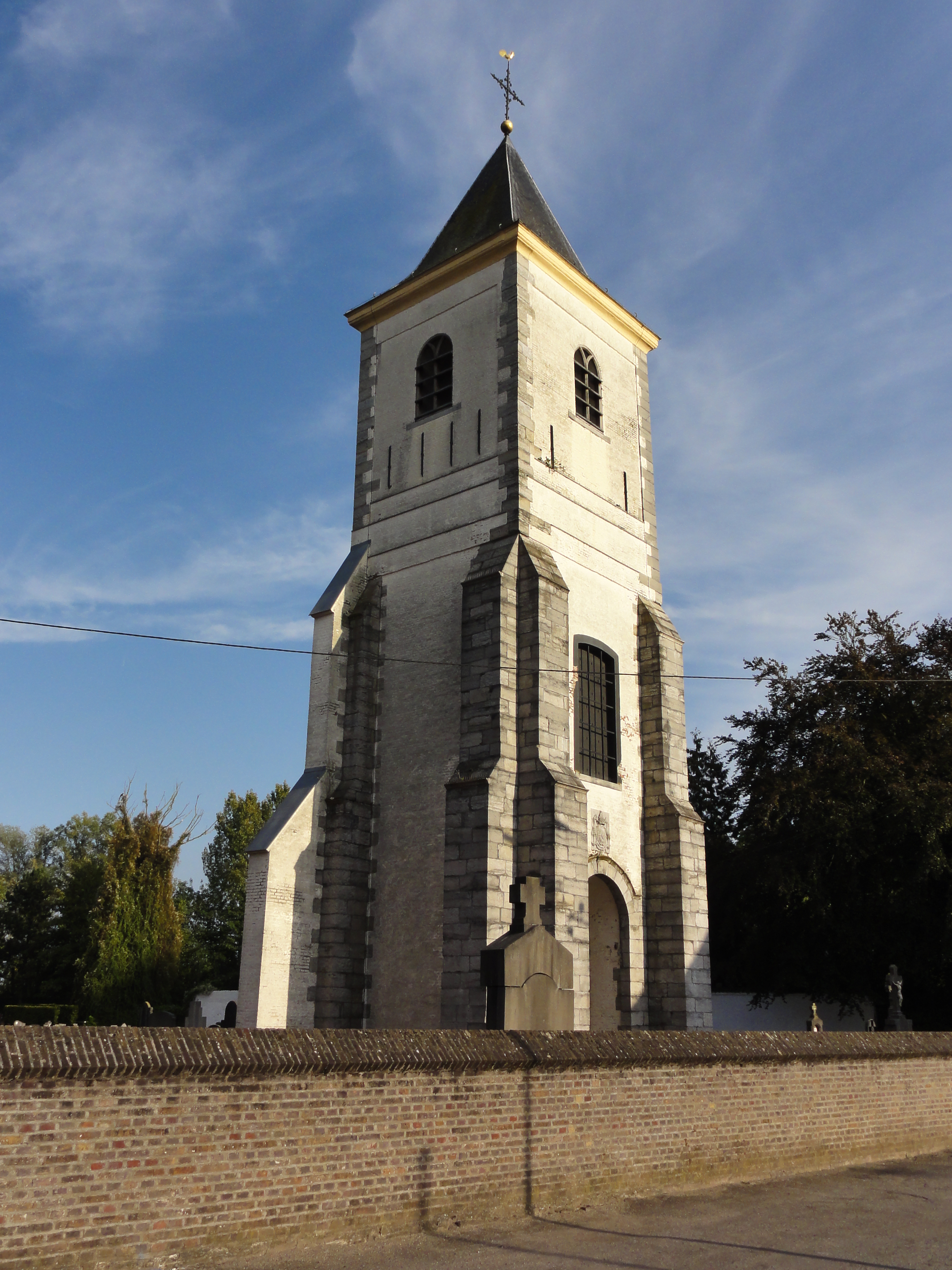
Oude Sint-Amanduskerk

De Oude Sint-Amanduskerk is een voormalig kerkgebouw in de tot de Oost-Vlaamse gemeente Nazareth behorende plaats Eke, gelegen aan de Noël Schorensstraat 7.

## Geschiedenis
De rechten van de parochie van Eke kwamen in 1123 in bezit van de Gentse Sint-Pietersabdij. In de 17e en 18e eeuw werd de kerk herbouwd. In 1771-1772 werd de kerk vergroot met een linker zijbeuk en een toren naar ontwerp van L. De Villegas, die bouwmeester was van de abdij. In 1887-1888 werd de kerk opnieuw vergroot waarbij het koor van de oude kerk gesloopt werd.
In 1912 begon men echter met de bouw van een nieuwe Sint-Amanduskerk op een iets andere plaats. Omstreeks 1933 werd de oude kerk gesloopt waarbij de toren gespaard bleef. In 1938 werd op de plaats van het vroegere altaar een groot kruisbeeld geplaatst.

## Toren
De toren dient sindsdien als toegangspoort tot het kerkhof. Het is een vierkante toren onder tentdak van 1771-1772. Boven de ingang bevindt zich het wapenschild van de abt van de Sint-Pietersabdij.